# Спрай (Пенсільванія)
Спрай (англ. Spry) — переписна місцевість (CDP) в США, в окрузі Йорк штату Пенсільванія. Населення — 5237 осіб (2020).

## Географія
Спрай розташований за координатами 39°54′45″ пн. ш. 76°41′11″ зх. д. / 39.91250° пн. ш. 76.68639° зх. д. (39.912496, -76.686389).  За даними Бюро перепису населення США в 2010 році переписна місцевість мала площу 6,70 км², уся площа — суходіл.

## Демографія
Згідно з переписом 2010 року, у переписній місцевості мешкала 4891 особа в 2085 домогосподарствах у складі 1390 родин. Густота населення становила 730 осіб/км².  Було 2165 помешкань (323/км²).
Расовий склад населення:
| - 93,2 % — білих - 2,7 % — чорних або афроамериканців - 1,6 % — азіатів - 0,2 % — корінних американців |

До двох чи більше рас належало 1,5 %. Частка іспаномовних становила 2,9 % від усіх жителів.
За віковим діапазоном населення розподілялося таким чином: 21,2 % — особи молодші 18 років, 61,7 % — особи у віці 18—64 років, 17,1 % — особи у віці 65 років та старші. Медіана віку мешканця становила 42,8 року. На 100 осіб жіночої статі у переписній місцевості припадало 90,5 чоловіків;  на 100 жінок у віці від 18 років та старших — 88,0 чоловіків також старших 18 років.
Середній дохід на одне домашнє господарство  становив 74 021 долар США (медіана — 64 831), а середній дохід на одну сім'ю — 86 118 доларів (медіана — 77 205). Медіана доходів становила 56 250 доларів для чоловіків та 48 527 доларів для жінок. За межею бідності перебувало 8,6 % осіб, у тому числі 10,4 % дітей у віці до 18 років та 9,4 % осіб у віці 65 років та старших.
Цивільне працевлаштоване населення становило 2789 осіб. Основні галузі зайнятості: освіта, охорона здоров'я та соціальна допомога — 21,6 %, роздрібна торгівля — 14,2 %, виробництво — 14,2 %.